# Metangela toxoneura
Metangela toxoneura là một ruồi trong họ Sciaridae, thuộc chi Metangela. Loài này được Osten Sacken miêu tả khoa học đầu tiên năm 1862.